# Maria Canela i Esteve
Maria Canela i Esteve   (Asunción, 1909 - Barcelona, 29 de setembre de 1999) va ser una pianista i professora de música catalana.
L'any 1926, amb disset anys, va participar en el Teatre Olympia de Barcelona en les Matinals Populars Extraordinàries, i posteriorment, el 1929, sota la direcció de Joan Lamote de Grignon, en els Concerts Simfònics Populars. En acabar els estudis el 1935, va actuar com a solista en un cicle de concerts de la Banda Municipal de Barcelona. Després de la Guerra Civil, l'any 1941, obtingué una beca per ampliar estudis a Potsdam (Alemanya), on viatjà en companyia d'un altre becari de dots excepcionals, Ataúlfo Argenta. A Alemanya la convidaren a donar una sèrie de concerts de música espanyola, però la Segona Guerra Mundial frustrà el projecte i decidí tornar a Espanya, on formà un duet instrumental amb la violoncel·lista Pilar Casals, filla d'Enric Casals i neboda del gran Pau Casals, amb qui feu una gira de concerts per Espanya. Posteriorment, Maria Canela acompanyà al piano l'Agrupació de Cambra de Barcelona, formada pels violinistes Eduard Bocquet i Domènec Ponsa, el viola Mateu Valero i el violoncel·lista Josep Trotta, amb els quals, per separat o en conjunt, va donar molts concerts; i el 1969 actuà de pianista solista amb l'orquestra de cambra del Conservatori del Liceu. Juntament amb Josep Vicens i Busquets, Canela va estrenar els Preludis ibèrics de Lluís Benejam (1967) i el 1974 ambdós interpretaren per primera vegada a l'Estat espanyol la Sonata per a dos pianos i percussió de Béla Bartók del 1937.
A banda de la seva brillant carrera musical com a intèrpret, Maria Canela va destacar exercint durant més de trenta anys (1951-1987) com a professora i catedràtica de música de cambra del Conservatori Superior de Música del Liceu. També impartí classes a la històrica Acadèmia Marshall. El seu mestratge s'estengué a una llarga llista d'intèrprets i compositors, com Maria Jesús Crespo, Rosa Carme Martínez, Marcel Olm, Xavier Carbonell i Castell, Pere Josep Puértolas…
Maria Canela sempre mantingué viva la seva vinculació martorellenca i el record de les seves vacances a casa dels avis, a Can Carreres –molt a prop d'on hi ha la plaça que duu el seu nom–. En una entrevista concedida a Francesc de P. Massana, l'any 1969, digué: «Mis padres nacieron y vivieron en Martorell. Después de mi regreso de América, pasé muchos veranos en casa de mi abuela María y tío Antonio, conociendo e intimando con muchas personas de Martorell. Recuerdo que antes de nuestra guerra, di un concierto de homenaje a Morera, en la casa del Sr. Francesc Pujols, del que guardo grata memoria. Asimismo el 8 de Febrero de 1942, en colaboración con la Orquestra Planas, di un concierto en el Centro Artístico a beneficio de la Caja Mutual de dicha sociedad» La vila de Martorell li dedicà una plaça i, posteriorment, un Institut de batxillerat el 2017.